# Isidro Gomá y Tomás
Isidro Gomá y Tomás, né le 19 août 1869 à La Riba, en Catalogne (Espagne), et mort le 22 août 1940 à Tolède, est un cardinal espagnol.

## Biographie
Isidro Gomá y Tomás étudie à Montblanc, à Tarragone et à Valence. Il se dévoue au travail pastoral dans le diocèse de Tarragone, professeur et recteur au séminaire de Tarragone, chanoine et juge métropolitain.
Gomá est nommé évêque de Tarazona en 1927 et promu archevêque de Tolède et primat d'Espagne en 1933. Le pape Pie XI le crée cardinal au consistoire du 16 décembre 1935.
Pendant la guerre civile espagnole, Gomá est un partisan indéfectible des nationalistes. 
Sa prise de position extrême en faveur de la rébellion franquiste, au nom du Christ-Roi, a choqué jusque dans les milieux catholiques. En particulier, l'écrivain catholique français Georges Bernanos, qui assista à la guerre depuis sa maison aux Baléares, s'indigne, dans son livre de témoignage aux accents pamphlétaires Les Grands Cimetières sous la lune, de ce que Gomá ait béni les canons de l'armée franquiste en exhortant à se défendre des « rouges » et des impies.
Gomá a le mérite d'avoir largement popularisé la lecture des Évangiles synoptiques en Espagne. Il participe au conclave de 1939, à l'issue duquel Pie XII est élu pape.